# Walter-von-Baeyer-Gesellschaft für Ethik in der Psychiatrie
Die Walter-von-Baeyer-Gesellschaft für Ethik in der Psychiatrie (GEP) ist ein deutscher Verein. Er widmet sich der Aufarbeitung von historischen und zeitgenössischen Fällen, in denen durch staatliche Körperschaften eine unnötige psychiatrische Behandlung bzw. eine fälschliche psychiatrische Diagnose als Mittel der politischen Unterdrückung genutzt wurde.
Der Verein wurde 1977 von Walter von Baeyer und Friedrich Weinberger als „Deutsche Vereinigung gegen politischen Mißbrauch der Psychiatrie“ (DVpMP) gegründet, Gründungsimpuls waren Fallberichte über den politischen Missbrauch der Psychiatrie in der Sowjetunion. Seit 1999 trägt er den heutigen Namen. 
Im Herbst 2003 knüpfte sich die „Internationale Gemeinschaft der Freud-Kritiker“ an den Verein.
Vereinsvorsitzender ist Friedrich Weinberger, sein Stellvertreter Klemens Dieckhöfer. Der Verein hat etwa 40 Mitglieder.
Der Verein unterstützte 2013 öffentlich Gustl Mollath, es kam jedoch hinsichtlich von über das Vereinskonto der GEP laufenden Spenden zugunsten Mollaths zu Meinungsverschiedenheiten mit dessen Anwalt.